# Batosjevo
Batosjevo (bulgariska: Батошево) är ett distrikt i Bulgarien.   Det ligger i kommunen Obsjtina Sevlievo och regionen Gabrovo, i den centrala delen av landet, 140 kilometer öster om huvudstaden Sofia.
I omgivningarna runt Batosjevo växer i huvudsak lövfällande lövskog. Runt Batosjevo är det ganska glesbefolkat, med 47 invånare per kvadratkilometer.